# Kaliningrad K-8

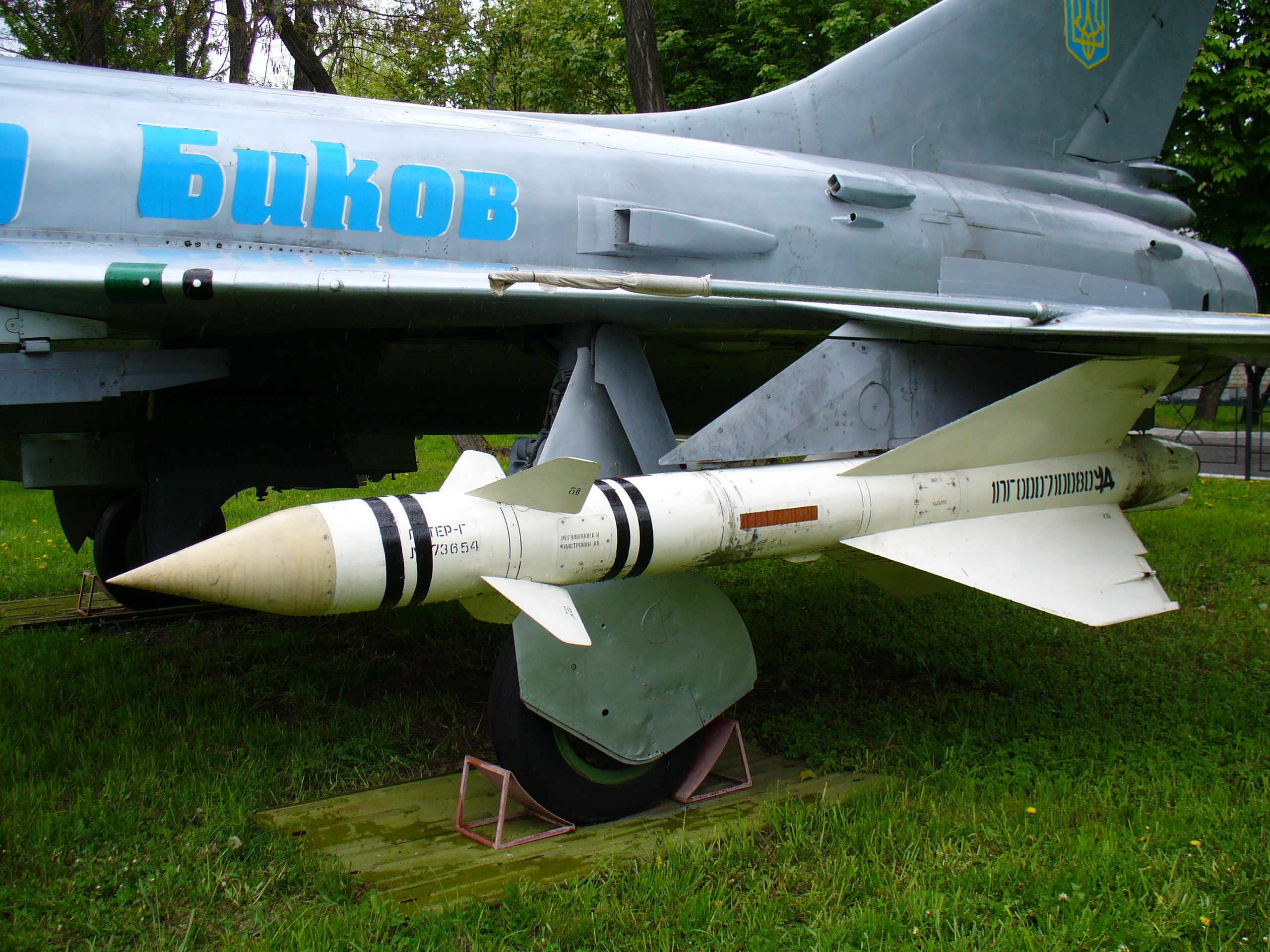
Raketa K-8 na letounu Suchoj Su-15

Kaliningrad K-8 (R-8) (v kódu NATO AA-3 „Anab“) byla raketa vzduch-vzduch středního doletu vyvinutá v Sovětském svazu pro použití na stíhacích letadlech.
Raketa vznikla v OKB-339/NII-339 (v současnosti Fazotron NIIR) a infračervený naváděcí systém byl vyvinut v CKB-589 GKOT (v současné době CKB Geofizika), kde také vyvinuli navádění pro raketu 9M31 systému 9K31 Strela-1. 
Vývoj rakety středního doletu začal v roce 1955. Existovaly verze s infračerveným naváděním i verze s poloaktivním radarovým naváděním. V roce 1961 byla představena verze R-8M (lépe známá jako R-98). Poslední varianta se jmenovala R-98M1 (NATO 'Advanced Anab') a byla používána od roku 1973. Byla hlavním zbraňovým systémem u stíhačů Su-15 a Jak-28 a zůstala v službě až do začátku devadesátých let, kdy začaly být tyto letouny vyřazovány.
1. září 1983 vypálil letoun Su-15 dvě rakety tohoto typu na Boeing 747-200 Korean Airlines, který poté skončil v moři západně od ostrova Sachalin. Zahynulo všech 269 cestujících (viz let Korean Air 007).